# The Tale of Despereaux (2008)
The Tale of Despereaux (br: O Corajoso Ratinho Despereaux / pt: A Lenda de Despereaux) é um filme americano de animação feito em computador dirigido por Sam Fell e Rob Stevenhagen. Baseado no livro de fantasia de 2003 de mesmo nome por Kate DiCamillo, o filme é narrado por Sigourney Weaver, estrelando Matthew Broderick e Emma Watson. Lançado nos EUA em 19 de dezembro de 2008, pela Universal Studios, o filme é categorizado "G", pela MPAA e foi apontado pela Universal Pictures como possível indicação ao Oscar de melhor animação, porém a animação não recebeu qualquer indicação.

## Elenco
| Personagem       | Ator              |
| ---------------- | ----------------- |
| Despereaux       | Matthew Broderick |
| Roscuro          | Dustin Hoffman    |
| Princesa Pea     | Emma Watson       |
| Miggery Sow      | Tracey Ullman     |
| Andre            | Kevin Kline       |
| Lester           | William H. Macy   |
| Boldo            | Stanley Tucci     |
| Botticelli       | Ciarán Hinds      |
| Gregory          | Robbie Coltrane   |
| Furlough         | Tony Hale         |
| Antoinette       | Frances Conroy    |
| Hovis            | Christopher Lloyd |
| Louise (voz)     | Jane Karen        |
| Prefeito (voz)   | Frank Langella    |
| Rainha (voz)     | Patricia Cullen   |
| Professora (voz) | McNally Sagal     |
| Narradora        | Sigourney Weaver  |